# Melicope maliliensis
Melicope maliliensis är en vinruteväxtart som beskrevs av Thomas Gordon Hartley. Melicope maliliensis ingår i släktet Melicope och familjen vinruteväxter. Inga underarter finns listade i Catalogue of Life.